# San Jose Earthquakes
A San Jose Earthquakes egy amerikai labdarúgócsapat, amelynek székhelye a Kalifornia állambeli San José városában található. A klubot 1994. június 15-én alapították és az észak-amerikai első osztályban, a Major League Soccer-ben szerepel. Hazai mérkőzéseit a 18 000 fő befogadására alkalmas PayPay Parkban játssza.

## Játékoskeret
2023. május 17. szerint.
| #  |              | Poszt | Név               |
| -- | ------------ | ----- | ----------------- |
| 1  | USA          | K     | JT Marcinkowski   |
| 3  | FRA          | V     | Paul Marie        |
| 4  | GHA          | V     | Jonathan Mensah   |
| 7  | ECU          | KP    | Carlos Gruezo     |
| 10 | ARG          | CS    | Cristian Espinoza |
| 11 | USA          | CS    | Jeremy Ebobisse   |
| 13 | BRA          | V     | Nathan            |
| 14 | USA          | KP    | Jackson Yueill    |
| 15 | USA          | V     | Tanner Beason     |
| 16 | USA          | KP    | Jack Skahan       |
| 17 | USA          | V     | Keegan Tingey     |
| 19 | USA          | KP    | Cam Cilley        |
| 20 | USA          | KP    | Will Richmond     |
| 21 | PER          | V     | Miguel Trauco     |
| 22 | USA          | V     | Tommy Thompson    |
| 24 | USA          | V     | Daniel Munie      |
| 25 | Burkina Faso | CS    | Ousseni Bouda     |

| #  |                       | Poszt | Név                                        |
| -- | --------------------- | ----- | ------------------------------------------ |
| 26 | BRA                   | V     | Rodrigues (kölcsönben a Grêmio csapatától) |
| 28 | USA                   | CS    | Benji Kikanović                            |
| 29 | Egyenlítői-Guinea     | V     | Carlos Akapo                               |
| 30 | USA                   | KP    | Niko Tsakiris                              |
| 35 | Zöld-foki Köztársaság | KP    | Jamiro Monteiro                            |
| 41 | USA                   | K     | Emmanuel Ochoa                             |
| 42 | BRA                   | K     | Daniel                                     |
| 44 | USA                   | CS    | Cade Cowell                                |
| 55 | CAN                   | KP    | Michael Baldisimo                          |
| 63 | USA                   | V     | Oscar Verhoeven                            |
| 72 | USA                   | KP    | Edwyn Mendoza                              |
| 77 | USA                   | V     | Casey Walls                                |
| 93 | BRA                   | KP    | Judson                                     |
| 99 | USA                   | KP    | Cruz Medina                                |
| —  | USA                   | CS    | Chance Cowell                              |

## Sikerlista
- MLS
  - Bajnok (2): 2001, 2003